# امپراتور فی جین
امپراتور فی جین (۳۴۲ الی ۲۳ نوامبر ۳۸۶) یا جین فی‌دی با نام شخصی سیما یی و نام محترم یانلینگ یکی از امپراتوران خاندان سیما و هفتمین امپراتور جین شرقی بود. او برادر تنی جوانتر امپراتور آی و پسر کوچک امپراتور چنگ جین بود. او پس از مرگ برادرش در سال ۳۶۵ تا سال ۳۷۲ امپراتور چین بود و از آن سال به بعد با نام دوک هایشی شناخته شد. پس از او در سال ۳۷۲ عموبزرگش سیما یو با نام سلطنتی امپراتور جیانون جین بر تخت نشست.